# Kymmen
Kymmen är en sjö i Arvika kommun och Sunne kommun i Värmland och ingår i Göta älvs huvudavrinningsområde. Sjön är 65 meter djup, har en yta på 14,5 kvadratkilometer och befinner sig 193 meter över havet. Sjön avvattnas av vattendraget Granån (Pyntbäcken). Vid provfiske har bland annat abborre, elritsa, gers och lake fångats i sjön.
Sjön ligger till största delen i Gräsmarks socken i Sunne kommun. De största tillflödena är Tvällälven och Fäbroälven. Sjön avvattnades innan 1987 av Kymsälven men har nu genom Kymmenprojektet en sprängd tunnel ner till Kymmens kraftverk och sjön Rottnen. Vintertid kan Kymmen sänkas hela 7 meter. Detta kraftverk används även som pumpkraftverk. Kymmen tillhör Norsälvens avrinningsområde. Namnet kommer från finskans kymmenen, den tionde sjön.

## Delavrinningsområde
Kymmen ingår i delavrinningsområde (665458-133194) som SMHI kallar för Utloppet av Kymmen. Medelhöjden är 245 meter över havet och ytan är 63,86 kvadratkilometer. Räknas de 3 avrinningsområdena uppströms in blir den ackumulerade arean 141,03 kvadratkilometer. Granån (Pyntbäcken) som avvattnar avrinningsområdet har biflödesordning 4, vilket innebär att vattnet flödar genom totalt 4 vattendrag innan det når havet efter 351 kilometer. Avrinningsområdet består mestadels av skog (66 procent). Avrinningsområdet har 15,14 kvadratkilometer vattenytor vilket ger det en sjöprocent på 23,7 procent.

## Fisk
Vid provfiske har följande fisk fångats i sjön:
- Abborre
- Elritsa
- Gärs
- Lake
- Mört
- Nors
- Siklöja
- Stäm